# La Chapelle-du-Lou-du-Lac
La Chapelle-du-Lou-du-Lac è un comune francese del dipartimento dell'Ille-et-Vilaine nella regione della  Bretagna.
È stato creato il 1º gennaio 2016 dalla fusione dei preesistenti comuni di La Chapelle-du-Lou e Le Lou-du-Lac.
Il capoluogo è la località di La Chapelle-du-Lou.